# Concurrent Resolution
Eine Concurrent Resolution ist ein gemeinsamer Beschluss des Senats und des Repräsentantenhauses der Vereinigten Staaten nach Artikel I., Abschnitt 7, Paragraph 3 der Verfassung. Obwohl Concurrent Resolutions von beiden Kammern des Kongresses verabschiedet werden, haben sie keine rechtlich bindende Wirkung und werden seit 1879 nach herrschender Auffassung auch nicht dem Präsidenten zur Zustimmung und Unterzeichnung vorgelegt. 
Traditionell werden Concurrent Resolutions benutzt, um den Standpunkt beider Kammern auszudrücken oder um mit Themen umzugehen, die nur den Kongress selbst betreffen. Beispiele dafür sind:
- Sitzungspausen, die länger als drei Tage dauern
- Fremdverwendungen der Rotunde des United States Capitol
- Vorbereitung gemeinsamer Kongresssitzungen, beispielsweise für die State of the Union Address
- Korrekturen an Gesetzen, die bereits von beiden Kammern verabschiedet, aber noch nicht unterzeichnet wurden
- Bitte um Rücksendung eines Gesetzes, das dem Präsidenten bereits zur Unterzeichnung vorgelegt wurde
- Erstellung des jährlichen Haushaltsplans
- Schaffung eines besonderen gemeinsamen Ausschusses

Vor dem Urteil im Fall Immigration and Naturalization Service v. Chadha wurden Concurrent Resolutions auch verwendet, um bestimmte Amtsvorgänge der Einwanderungsbehörde auszusetzen. Dieser Mechanismus war als legislatives Veto bekannt, bevor es vom Obersten Gerichtshof am 23. Juni 1983 für verfassungswidrig erklärt wurde.
Concurrent Resolutions werden für jede Legislaturperiode durchnummeriert. Beschlüsse, die im Senat zuerst vorgestellt werden, erhalten das Kürzel Abkürzung „S Con. Res.“, Vorschläge aus dem Repräsentantenhaus „H Con. Res.“
Siehe auch: Joint Resolution